# San Joaquin Valley

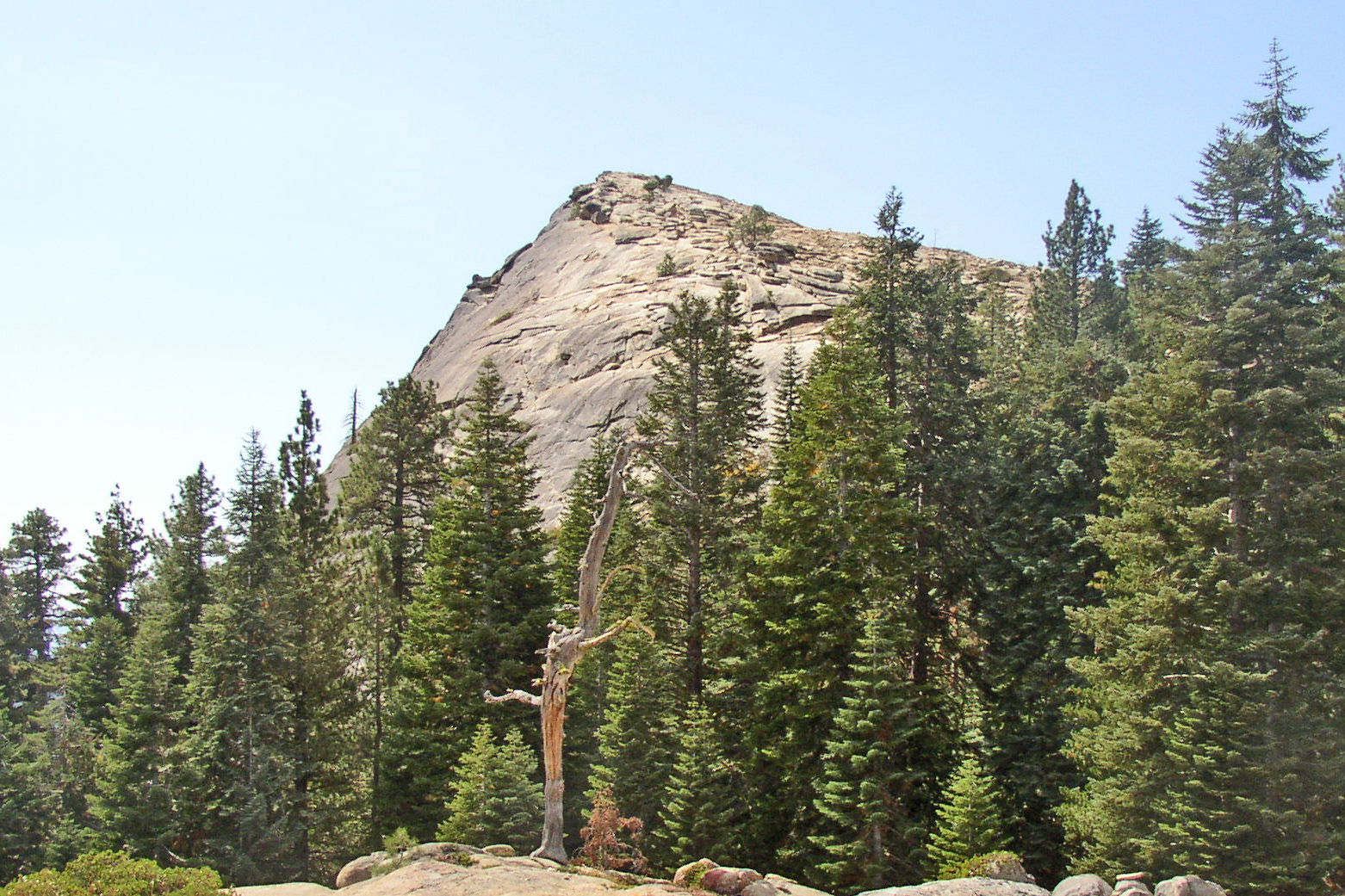
Felsen und Wald nahe der Stadt Fresno

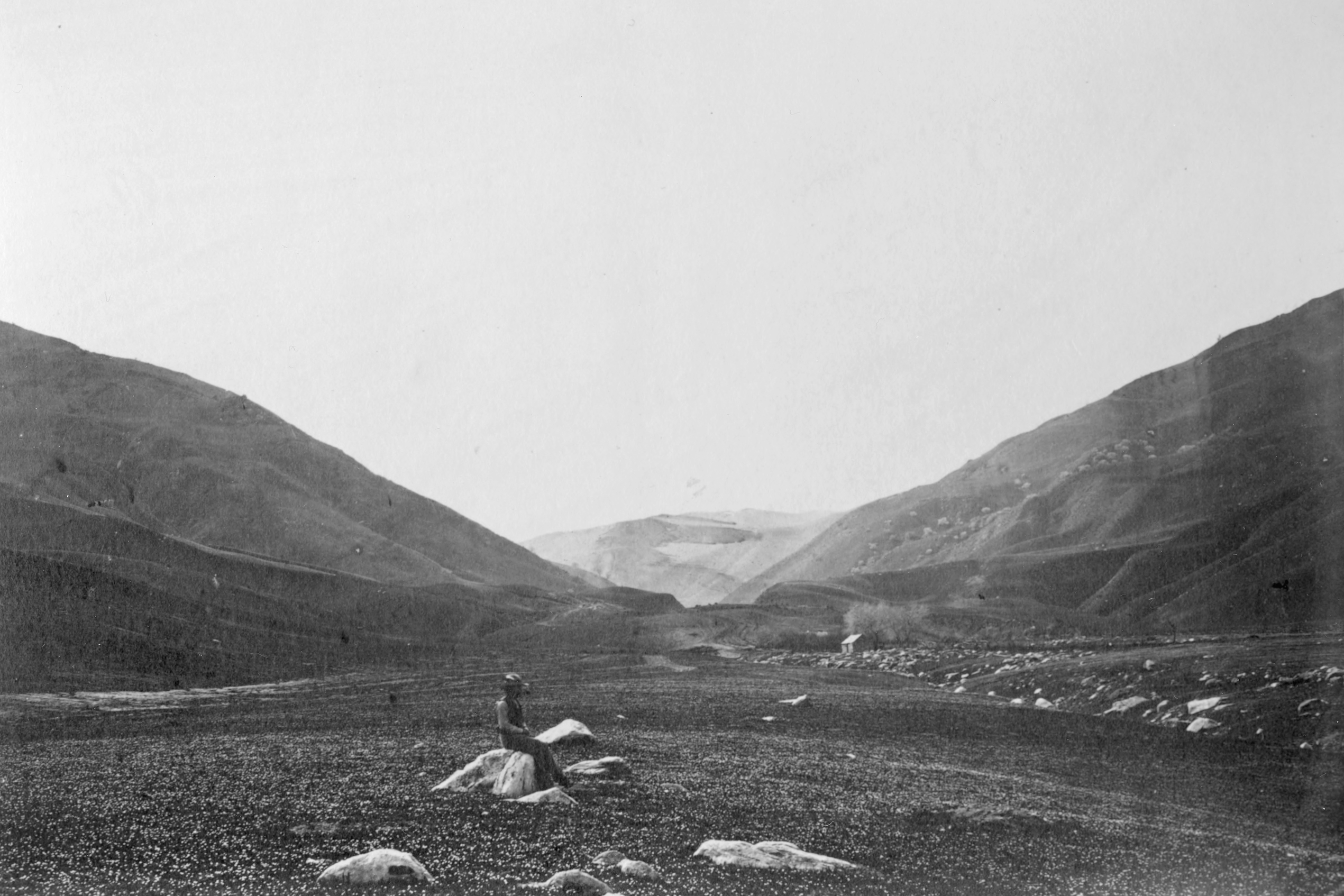
Historische Aufnahme des Tejon Passes aus dem Jahr 1868

Das San Joaquin Valley  [ˌsæn hwɑːˈkiːn ˈvæl.i] („Tal des San Joaquin River“) ist der südliche Teil des Kalifornischen Längstals (Central Valley) im Bundesstaat Kalifornien der Vereinigten Staaten. Im amerikanischen Sprachgebrauch meint man damit die ländlichen Gegenden südlich der Metropolen von San Francisco und nördlich von Los Angeles im wettergeschützten Talbruch.

## Geografie
Der San Joaquin River gab dem südlichen Bereich seinen Namen – er ist jedoch zum Zweck der Bewässerung in der Landwirtschaft weitgehend umgeleitet worden, zusammen mit seinen Nebenflüssen Kings River und Kern River. Ursprünglich waren große Bereich Sumpfland mit einem endorheischen Becken und dem riesigen Tulare Lake am Südende. Seit 1870 wurden die Sümpfe trockengelegt und weite Bereiche landwirtschaftlich genutzt, obwohl das Gebiet eine Halbwüste ist, den Wüstenregionen von Nevada nicht unähnlich, die sich gleich östlich anschließen.

## Ökologie
Obwohl weithin ländlich geprägt liegen im San Joaquin Valley mehrere Großstädte, darunter Stockton, Fresno, Modesto, Bakersfield und Visalia. Die Lage im Talkessel mit wenig Wind und Regen, die Ölförderung und die intensive Landwirtschaft führt zu einer dauerhaften und besonders ausgeprägten Smoglage – das San Joaquin Valley ist das Gebiet mit der höchsten Luftverschmutzung in den USA. Die teilweise extrem trockene und staubige Wüstenluft kann durch Pilzerkrankung zur Ausbildung des San-Joaquin-Valley-Fiebers führen.

## Ökonomie
Auf der ökonomischen und sozialen Seite ist das San Joaquin Valley mit zahlreichen Problemen konfrontiert. Einerseits wird im Valley ein Großteil der Nahrungsmittel der USA produziert – gemessen im Dollarwert liegen in Kalifornien 25 % der US-Landwirtschaft beheimatet. Dürreperioden beeinträchtigen den Ertrag der Felder. Andererseits gibt es auch kaum andere Arbeitsmöglichkeiten – ein Großteil der Bevölkerung ist heute mexikanischer Abstammung, besonders gefördert durch das Bracero-Programm. Auch heute verdingen sich viele illegale Einwanderer auf den ausgedehnten Ländereien im San Joaquin Valley als Landarbeiter und Tagelöhner. Das offiziell verzeichnete Pro-Kopf-Einkommen liegt weit unterhalb des amerikanischen Durchschnitts.

## Ethnien
Dazu kommen eine Reihe von Siedlungsprojekten der verschiedensten Völkergruppen aus aller Welt, sowohl europäischer, fernöstlicher und nahöstlicher Herkunft. Vielfach bilden bestimmte Volksgruppen in einigen Städten immer noch die Bevölkerungsmehrheit während sie in anderen Städten des Tals kaum anzutreffen sind – so finden sich mehrheitlich Syrer in Turlock, Holländer in Ripon, Sikh in Stockton, Jugoslawen in Delano, Schweden in Kingsburg und im gesamten Tal gibt es mehr Azoren-stämmige Portugiesen als es heute Einwohner auf den Azoren selbst gibt.

## Entwicklung
Mit den 1990er Jahren erfuhr die Besiedlung einen neuerlichen Aufschwung, da zunehmend Familien außerhalb der teuren Gegenden um San Francisco siedelten. So wurden auch zunehmend Nahverkehrsmittel geschaffen, die zwischen dem San Joaquin Valley und den Metropolen im Kalifornischen Längstal verkehren. Gleichzeitig verbesserten die starken Anstrengungen der kalifornischen Emissionsschutzbehörde die Lebensbedingungen in den Vorstädten.
Im San Joaquin Valley wird die erste Hochgeschwindigkeitseisenbahnlinie der Vereinigten Staaten gebaut. Die California High-Speed Rail soll im Endausbau von San Francisco nach Los Angeles führen, mit Abzweigungen nach San Diego und Sacramento. Der erste Bauabschnitt führt von Merced nach Fresno und ist seit 2014 in Bau. Die Eröffnung wurde mehrfach verschoben und ist mit Planungsstand 2020 für das Jahr 2030 vorgesehen. Gleichzeitig laufen bereits Vorarbeiten für weitere Abschnitte.